# Rotfuß

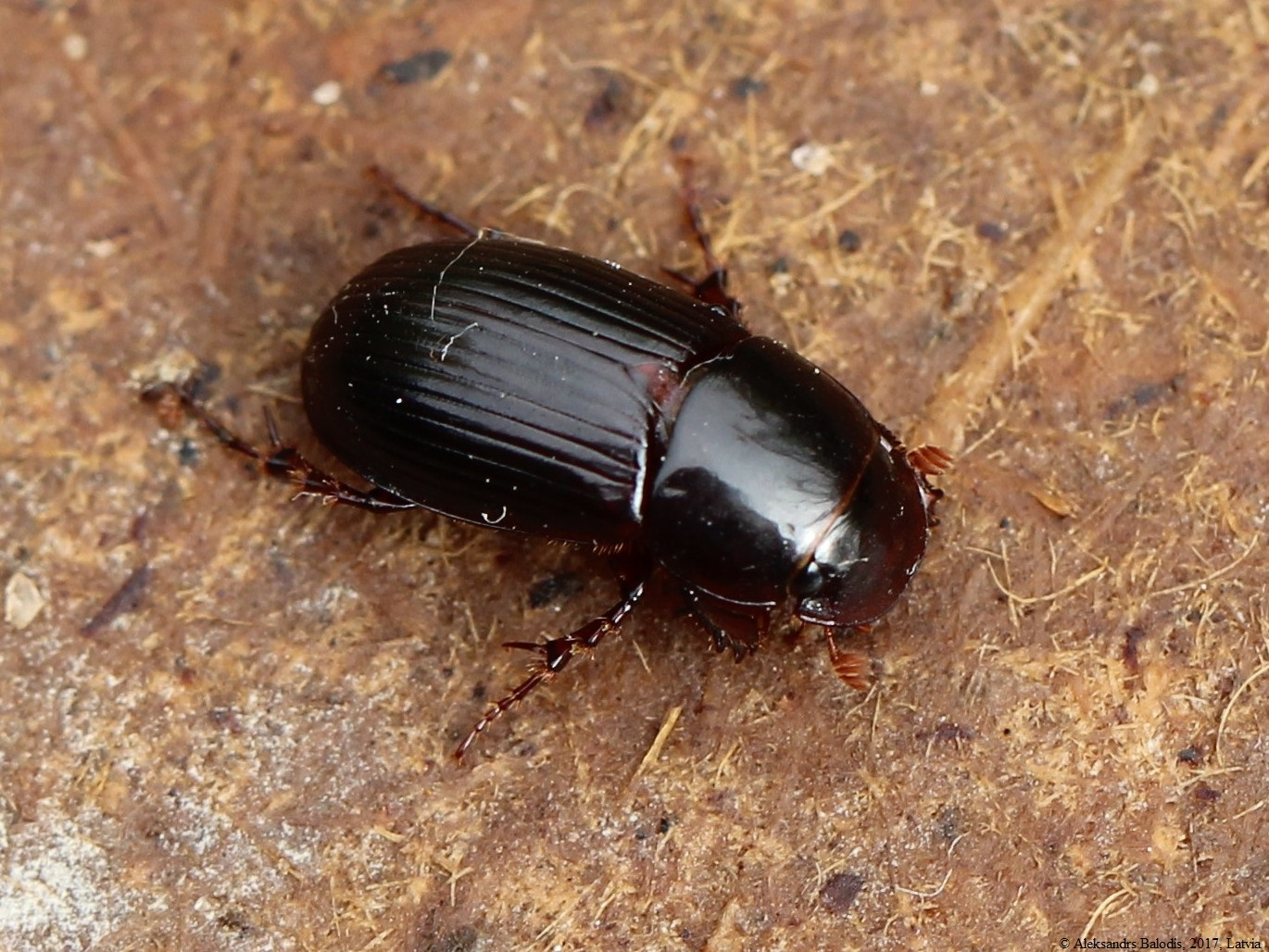
Ein Exemplar, bei dem die rötliche Färbung gut erkennbar ist

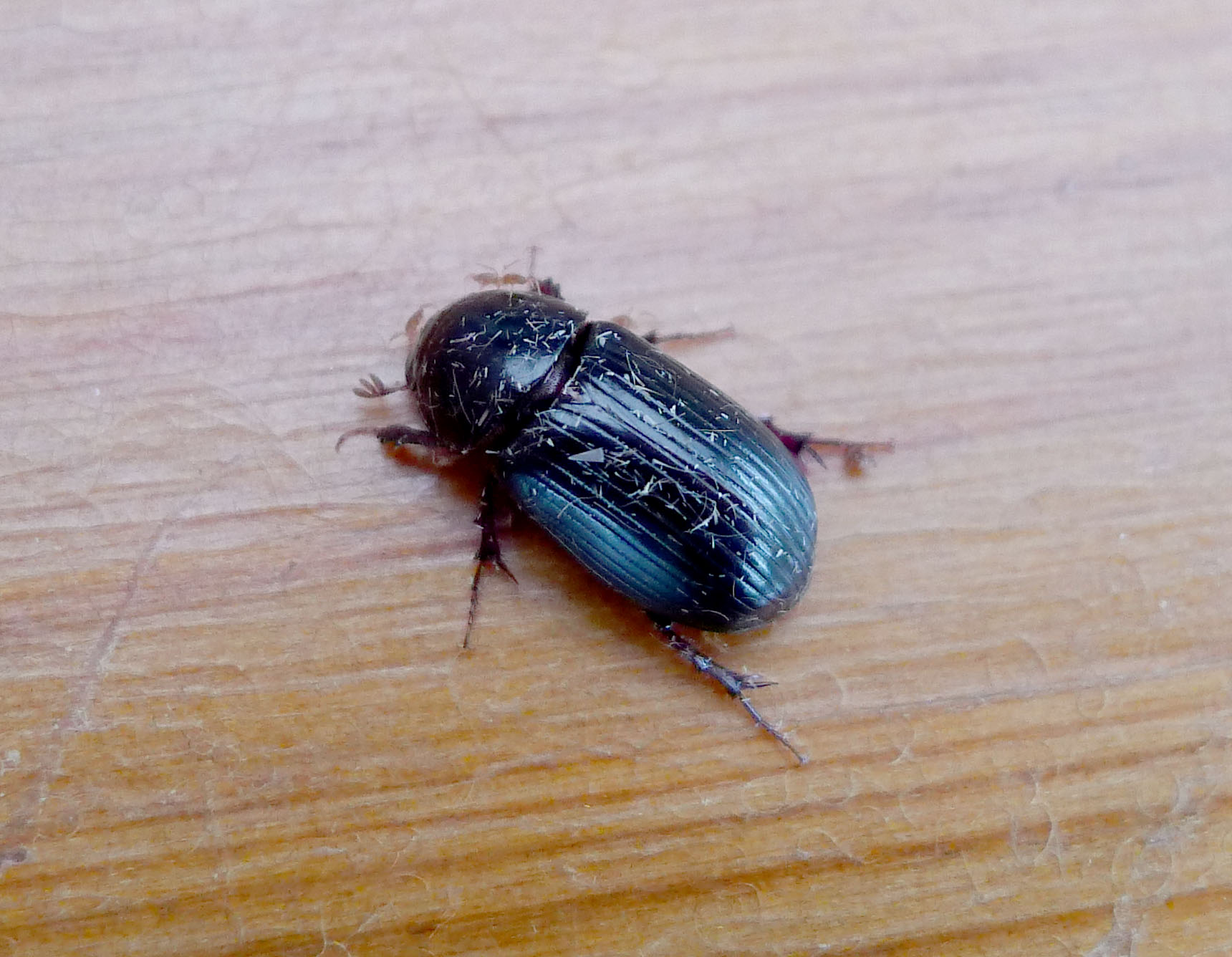
Je nach Lichteinfall kann der Panzer metallisch glänzen und die Färbung ist schlecht erkennbar

Der Rotfuß (Acrossus rufipes, Syn.: Aphodius rufipes) ist eine Art der zu den Blatthornkäfern gehörenden Dungkäfer und kosmopolitisch verbreitet.

## Merkmale
Die Körperlänge des zylindrisch geformten Körpers beträgt 9–14 mm. Damit gehört der Käfer zu den größten europäischen Dungkäfern. Kopf, Halsschild und Flügeldecken (Elytren) sind schwarz bis rötlichschwarz gefärbt und können dabei auch dunkelbraun aussehen. Kopf und Halsschild sind häufig etwas dunkler gefärbt als die Elytren. Die Beine sind heller schwarz bis rotbraun gefärbt und verleihen dem Käfer seinen Namen. Tatsächlich ist bei sehr starkem Licht aber auch erkennbar, dass nicht nur Beine und Fühler, sondern auch die Zwischenräume des Exoskeletts rötlich gefärbt sind. Auf jedem Elytron befinden sich zehn Längsstreifen.

### Ähnliche Arten
Es gibt ähnliche Arten in Mitteleuropa und die Art ist nicht leicht zu bestimmen. Eine Verwechslung mit dem ebenfalls häufigen Oxyomus sylvestris ist möglich, der jedoch eine Furche am Halsschild aufweist, die dem Rotfuß fehlt. Innerhalb der Gattung gibt es auch weitere und ähnliche Arten, beispielsweise den 6–9 mm großen Acrossus luridus oder die ebenso große Art Acrossus depressus. Beide haben eine dunklere Fühlerkeule.

## Verbreitung und Lebensraum
In ganz Europa mit Ausnahme von Island und Teilen Südeuropas, östlich bis nach Ostasien. Eingeführt wurde die Art auch in Südafrika, Argentinien sowie in Nordamerika. In den Prärien, wo der Mensch extensive Viehwirtschaft betreibt, fand der Dungkäfer eine neue Heimat.
Überall, wo der Kot großer Pflanzenfresser anfällt, zum Beispiel Kuhdung oder Pferdekot. Die Art findet sich auch häufig in Gebirgs- oder Waldgegenden.

## Lebensweise
Vom Geruch des Dungs angelockt, stellen sich zahlreiche Käfer am Kot ein und gehören oft zu den ersten Käfern, die frischen Kot besiedeln. Dabei können sie in sehr hoher Zahl (Abundanz) auftreten. Es wurden an einzelnen Dungfladen schon bis zu 1000 Käfer gefunden. Die Käfer lecken den Saft und verpaaren sich hier. Dabei striduliert das Männchen mit den Flügeln und dem Abdomen und produziert dabei komplexe Geräusche. Im Boden unter oder neben dem Dung werden vom Weibchen die Eier in Gruppen von etwa 10 Stück abgelegt. Junglarven leben von pflanzlichen Resten im Kot, die Larven des dritten Larvenstadiums fressen häufig auch in dunggefüllten Gängen unter dem Kot und können dabei Kleptoparasiten an der Brutmasse von Geotrupes-Arten sein, was bedeutet, dass sie den von dieser Art gesammelten Dung selber fressen. Sie verpuppen sich später im Boden. Die Entwicklung verläuft relativ langsam und kann sich bis in den Herbst hineinziehen. Die Überwinterung erfolgt meist in einer präpupalen Phase, es überwintern aber auch manche adulte Käfer. Geschlüpfte Weibchen sind bereits eine Woche nach dem Schlupf in der Lage, selbst Eier zu legen. Im Gegensatz zu manchen anderen Blatthornkäfern, die sich von Dung ernähren, vergräbt die Art den Dung nicht. Man kann die Käfer vom Frühling bis in den Herbst antreffen. Die Tiere verirren sich bei ihren nächtlichen Flügen auf der Suche nach Dung oder Paarungspartnern oft zu künstlichen Lichtquellen und schwirren hier herum. Die dämmerungs- und nachtaktive Art ist relativ lichtempfindlich und versucht sich bei Licht oft im weichen Boden oder Dung einzugraben. Tagsüber sind sie beispielsweise häufig mehrere Zentimeter tief im Boden vergraben. Die Art wird häufig von Milben befallen, die sich von Schimmelpilzen am Dung ernähren.

## Taxonomie
Die Art wurde 1758 von Carl von Linné als Scarabaeus rufipes erstbeschrieben. Weitere in der Literatur zu findende Synonyme sind:
- Aphodius boum Gistel, 1857
- Aphodius capicola Harold, 1862
- Aphodius juvenilis Mulsant, 1842
- Aphodius matsuzawai Yawata, 1943
- Aphodius muticus Stephens, 1830
- Aphodius rufipes (Linnaeus, 1758)
- Aphodius rufotestaceus Dalla Torre, 1879
- Scarabaeus capitatus DeGeer, 1774
- Scarabaeus oblongus Scopoli, 1763